# Singoldsand Festival
Das Singoldsand Festival und der seit 2018 veranstaltete Kindertag Singoldsandkasten sind ein dreitägiges Festival in Schwabmünchen. Das Festival ist ein gemeinnütziges Jugend- und Popkulturfestival in Bayerisch-Schwaben und wird von der Stadt Schwabmünchen veranstaltet, aber von einer ehrenamtlich agierenden Gruppe junger Menschen umgesetzt.

## Geschichte
Das Singoldsand Festival ist im Jahr 2011 erstmals als ganzheitlich partizipatives Jugendevent konzipiert, geplant und umgesetzt worden; damals allerdings noch unter dem Namen Goldstrand Singoldsand Festiwell. Die erste Veranstaltung wurde vom Jugendbeirat der Stadt Schwabmünchen organisiert. Namensgeber ist der durch das Festivalgelände fließende Fluss Singold sowie der vor der Hauptbühne platzierte Sand, der trotz des Pflasteruntergrunds für ein Strandfeeling sorgen soll.
Seit 2018 wird der erste Veranstaltungstag, genannt Singoldsandkasten als auf junge Familien ausgerichteter Kinderfestivaltag genutzt. Der zweite und dritte Tag sind dann die musikalischen Tage des Festivals, an denen verschiedene Musikgruppen unterschiedlicher Genres präsentiert werden. Die Veranstaltung fing mit 2000 Teilnehmern an und steigerte sich bis 2016 auf 8.000 Besucher. Bis 2019 nahmen rund 10.000 Besucher an drei Tagen teil. Nach der Zwangspause 2020 wegen der COVID-19-Pandemie in Deutschland wurden nur noch Besucherzahlen bis 8.500 Besucher erreicht. Für das Jahr 2021 musste zudem umgeplant werden, um die Hygieneauflagen zu erfüllen. So wurde das Gelände am Eislaufplatz um den Stadtgarten und eine Wiese erweitert. Auf allen drei Arealen durften nur jeweils 500 Personen gleichzeitig anwesend sein.
Bei der Festivalumsetzung werden bis zu ein Dutzend Jugendorganisationen aus der Kommune mit einbezogen, die durch Essens- und Getränkestände vor Ort Einnahmen für ihre unterjährige Jugendarbeit generieren können. Das grundlegende Veranstaltungskonzept erarbeiteten damals Patrick Jung, Stefan Missenhardt und Konstantin Wamser als erste Projektleitende. Über die Jahre wurde das Grundkonzept durch die nachfolgenden Projektleitenden Michael Ostner, Nicolas Brinz, Enzo Hirsch und Mairi MacFarlane sowie das ca. 30-köpfige Organisationsgremium weiterentwickelt. Insgesamt arbeiten pro Jahr zwischen 160 und 300 ehrenamtliche Helfer an dem Festival mit.

## Übersicht
| Jahr | Datum                                                     | Teilnehmende Künstler (Auswahl) | Ref.   |
| ---- | --------------------------------------------------------- | --- | ------ |
| 2013 | 30. und 31. August                                        | Ohrbooten, Supershirt, Blumio, The Rhythms, Monaco Fränzn, Pullup Orchestra, Acoustic Revolution, Dj Dharma, Freudenhaus | [ 12 ] |
| 2014 | 29. und 30. August                                        | Claire, SAM, Itchy Poopzkid, Iriepathie, Rhytm Police, MoodyMan, Instant Vibes, Soul On, NoSpam, MisterCage, San Antonio Kid, The Real Horst, Django S. | [ 12 ] |
| 2015 | 28. und 29. August                                        | Bilderbuch, Roosevelt, Fiva, 3Plusss & Sorgenkind, Taymir, Olympique, Carnival Youth, Dagobert, Pool, Dicht & Ergreifend, Dÿse, Timothy, Impala Ray, We Destroy Disco, Der Herr Polaris, Benni Benson, Mundhaarmonika, Wunderwelt, Pinewood Soul, Bolczak & Bronco, Yamanu & Samoa                                                                                                  | [ 12 ] |
| 2016 | 26. bis 27. August                                        | Bonaparte, Antilopen Gang, Impala Ray, Kid Simius, Graham Candy, Isolation Berlin, GOLF, VIMES, Oliver Gottwald, Pullup Orchestra, Auto.matic.music, King The Fu, The Shady Greys, Loisach Marci, Das Ding ausm Sumpf, Iguana, Darjeeling, Exchampion, Sleeping Tree, Van Holzen, Stacia, Yamanu & Samoa, Ship & Anchor, Adi Hauke                                                  | [ 13 ] |
| 2017 | 20. bis 30. Juni                                          | Käptn Peng & Die Tentakel von Delphi, Von Wegen Lisbeth, FM Belfast, Balbina, Gurr, Dota, Baal, Klischée, Koenig, Django S, illbilly hitec, Wunderwelt, Black River Delta, San Antonio Kid, Rhizomatique, Endlich Blüte, 45acidbabies, Yamanu & Samoa, Dillitzer, Ein Quantum Horst, Adi Hauke, Louis Lonesome & The Walking Dead, Roberto Bianco & Die Abbrunzati Boys, Dennobenno | [ 13 ] |
| 2018 | 23. bis 25. August                                        | Oliver Gottwald, Troy of Persia, Denno Benno, Secret Act, FIL BO RIVA, Philipp Dittberner, Yamanu & Samoa, Klan, bird berlin, Carpet, Melomani, Monobo Son, Mother’s Cake, John Garner, Die Wilde Jagd, Ilgen-Nur, Dicht & Ergreifend, Roberto Bianco & Die Abbrunzati Boys, Dämse, Yukno, Gudrun von Laxenburg, Blond, BdotIssa, Lea Santee                                        | [ 13 ] |
| 2019 | 22. bis 24. August                                        | Meute, Umse, Leoniden, Algiers, OG Keemo, Rikas, Dagobert, Impala Ray, Steiner & Madlaina, Black Sea Dahu, Ankathie Koi, Flut, Farveblind, Some Sprouts, Sparkling, Die Sauna, Pauls Jets, SiEA, Swango, Lamborginy Disco, Yamanu & Samoa, Eulenspiegel, Kex Kuhl, The Loranes, Col Singoldsandkasten: Nathalie Rohrer, Bummelkasten, Siegfried & Joy                               | [ 13 ] |
| 2020 | Ausfall der Veranstaltung auf Grund der COVID-19-Pandemie | Ausfall der Veranstaltung auf Grund der COVID-19-Pandemie | [ 14 ] |
| 2021 | 25. bis 28. August                                        | We Brought a Penguin, Liquid & Maniac, Dives, Umme Block, Groovin' Up, Fliegende Haie, San Antonio Kid, Acoustic Revolution, Circular Jumble, Tektixx, Malo Lookan, Lex & Polo, David Kochs & Dominik Marz, Alina Viktoria, Heimlich Knüller, 22B & C, Kuriosum DJ Service, Vöst & Tonlos Singoldsandkasten: Andi und die Affenbande, Töfs Rappelkiste                              | [ 13 ] |
| 2022 | 25. bis 27. August                                        | dennisdiesdas, Salo, Betterov, Cari Cari, Sharktank, Nand, ScheinEilig, Jules Ahoi, Ferge x Fisherman, SensiSimon and his Brother, Rahel, Paula Carolina, ok.danke.tschüss, Mola, Blushy AM, Tropikel Ltd, Power Plush, OK Kid, voodoophonics, eRRdeka, Sarah Lesch, Levarr | [ 13 ] |
| 2023 | 24. bis 26. August                                        | Grossstadtgeflüster, The Gardener & the Tree, Futurebae, Savvy, Razz, My Ugly Clementine, Temmis, Marcoca, Import Export, Ria Reiser, Maryam.fyi, Raketenumschau, Matze Semmler, The Komets, Barska and the Factory, Aera Tiret, For Alice, Black Oceans Edge, Sorocean, Blechbombe Singoldsandkasten: Andi und die Affenbande, Theater Fritz und Freunde, Yoga mit Bianca          | [ 13 ] |
| 2024 | 22. bis 24. August                                        | Juli, MilleniumKid, Mele, Leila, Matze Sampler, Paulinko | [ 15 ] |

## Auszeichnungen
- 2022: Nominiert für den Deutschen Engagementpreis[5]
- 2022: Ehrenamtspreis der Versicherungskammer Bayern[16]